# Naald van Goedkoop
De Naald van Goedkoop (officieel Zuil van Goedkoop) is een gedenkteken annex artistiek kunstwerk in Amsterdam-Noord.
In de oorlogsjaren vond er toch een feest plaats bij de Nederlandsche Scheepsbouw Maatschappij. Het feest op 25 augustus 1944 betrof het vijftigjarig bestaan van dat bedrijf. Het betekende tevens het afscheid van directeur Daniël Goedkoop, die overigens verder ging als gedelegeerd commissaris; zijn zoon werd directeur. Hem werden twee tekenen van herdenking overhandigd; een portret geschilderd door Bart Peizel. Tegelijkertijd schonk het personeel De zuil van Goedkoop met een medaillon van Goedkoop gemaakt door Carel Kneulman. Carel Kneulman was in 1937 tot en met september 1941 in dienst bij de werf, maar nam ontslag vanwege haar werk voor de bezetter; de werf bleef hem wel ondersteunen, zoals bij de maak van dit medaillon. Het medaillon was volgens zeggen Kneulmans eerste opdracht. Kneulman zette zijn naam rechts in het medaillon.
Het beeld stond jarenlang op Werf Oost gestaan, maar in 1984 ging de NDSM failliet en verdween het even. In 1987 kwam het terug op het NDSM-terrein. In verband met de herontwikkeling van de voormalige industrieterrein werd het beeld minstens nog twee keer verplaatst, waaronder een keer naar Tuindorp Oostzaan (Stenendokweg). De laatste verplaatsing vond plaats in 2011. Deze verplaatsing was een gevolg van een buurtinitiatief startend in 2006; het stadsdeelkantoor gaf in 2008 aan dat zij ook wel wat in de verplaatsing zag, maar het zou dus tot zomer 2011 duren voordat daadwerkelijk verplaatsing plaatsvond. Inmiddels was het wel schoongemaakt. De lamp die het werk afsluit is slechts af en toe te zien, door de verplaatsingen ging het origineel verloren. In 2017 kreeg het een nieuwe positie ter plekke, nadat de gemeente graafwerkzaamheden had verricht. Voor de toekomst werd in datzelfde jaar een replica gemaakt van het medaillon, mocht het origineel om wat voor reden dan ook verloren gaan.
Daniël Goedkoop kon er maar kort van genieten; hij overleed in maart 1947.

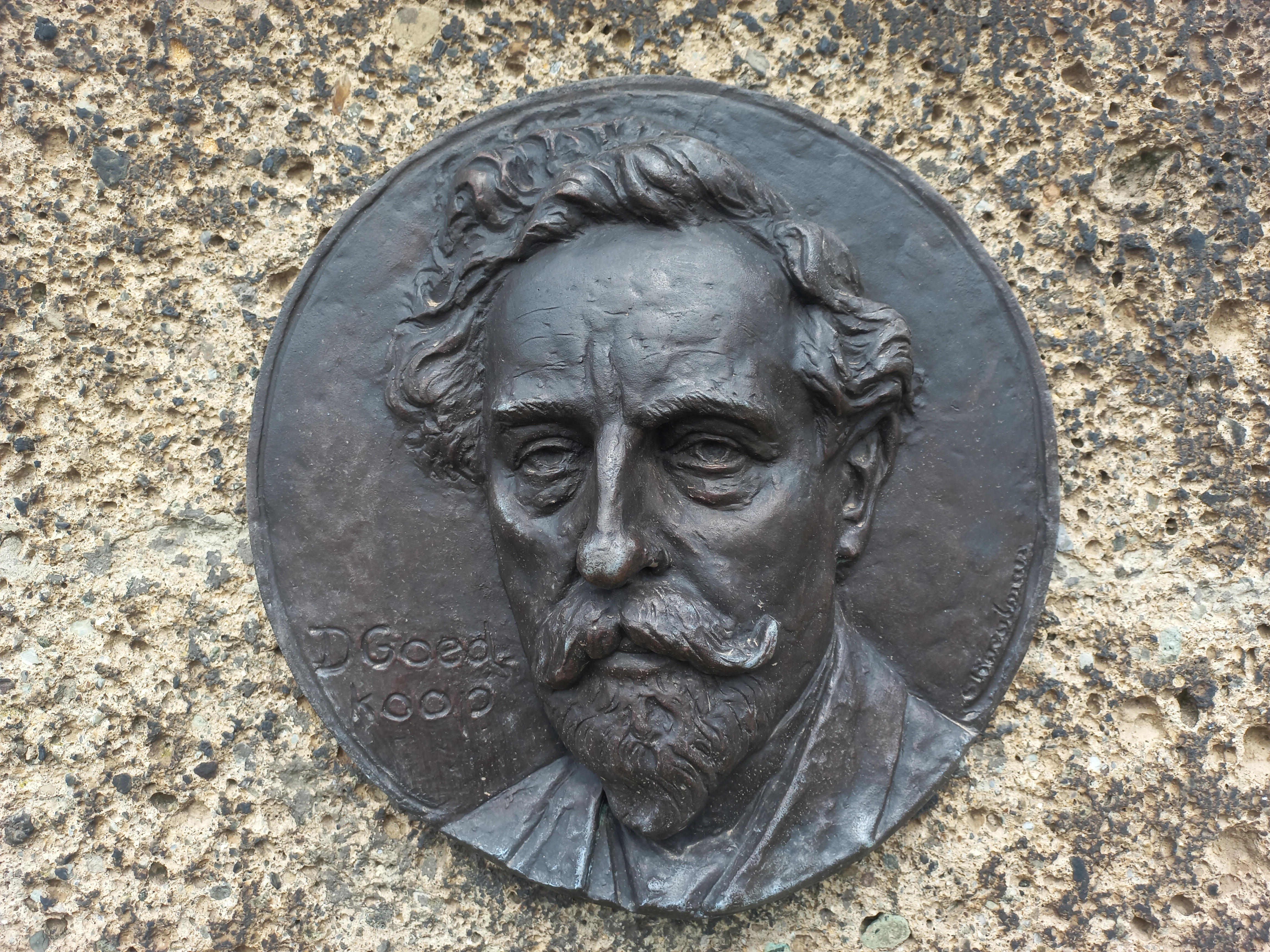
Medaillon van Goedkoop (Kneulman rechts boven de boord) (augustus 2022)

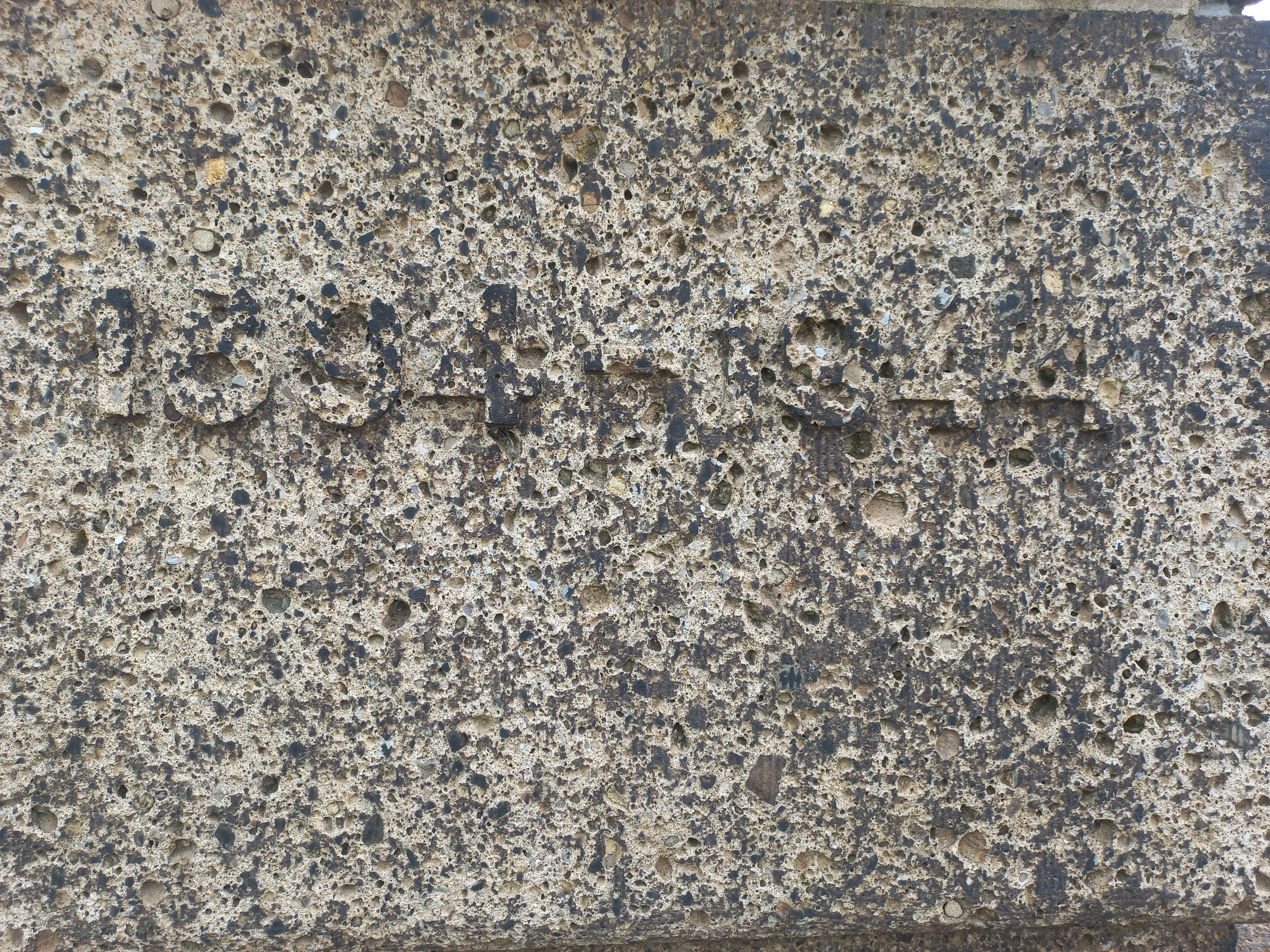
Vijftigjarig bestaan 1894-1944 (augustus 2022)